# Falkenau (Hainichen)
Falkenau ist ein zur Ortschaft Gersdorf gehöriger Ortsteil der Großen Kreisstadt Hainichen im sächsischen Landkreis Mittelsachsen. Falkenau wurde am 1. Januar 1979 nach Gersdorf eingemeindet, mit dem der Ort am 1. Januar 1994 zur Stadt Hainichen kam. Seitdem bilden Gersdorf und Falkenau die Ortschaft Gersdorf.

## Geographie

### Geographische Lage und Verkehr
Falkenau liegt im Westen der Stadt Hainichen. Der ebenfalls zur Ortschaft Gersdorf gehörige Ortsteil Gersdorf befindet sich südwestlich von Falkenau. Der durch Falkenau führende Bach mündet in Hainichen in die Kleine Striegis. Bezüglich des Naturraums liegt der Ort am Übergang von Mittelsächsischem Lösshügelland ins Erzgebirge.
Durch Falkenau führt die Bundesstraße 169. Parallel dazu führt nordwestlich von Falkenau die Bundesautobahn 4 entlang. Südöstlich des Orts verläuft die Bahnstrecke von Niederwiesa nach Hainichen.

### Nachbarorte
| Oberrossau |                                             | Crumbach     |
|            | Kompassrose, die auf Nachbargemeinden zeigt | Hainichen    |
| Gersdorf   |                                             | Berthelsdorf |

## Geschichte
Falkenau wurde im Jahr 1398 als „Falkenawe“ erwähnt. Der Ort wurde vermutlich nach 1162 als Restrodung von Hainichen ausgehend angelegt. Kirchlich gehörte der Falkenau seit jeher zu Hainichen. Bezüglich der politischen Verwaltung stellte Falkenau mit seinen Nachbarorten Gersdorf und Irbersdorf eine Besonderheit dar. Umgeben von Orten, die zu den kursächsischen Ämtern Frankenberg-Sachsenburg, Nossen oder zum Kreisamt Freiberg (Exklave der Herrschaft Wingendorf) gehörten, unterstanden die drei Orte als Exklaven der Grundherrschaft Arnsdorf, die zunächst zum Amt Döbeln, nach 1588 zum Döbelner Bezirk des Amts Leisnig im Leipziger Kreis gehörte. Für Falkenau gibt es Hinweise auf einen historischen Bergbau auf Gold. Der früher als „Goldbach“ bezeichnete Falkenauer Bach war vermutlich goldhaltig, da im 16. Jh. ein „Goldseifenwerk“ zu Falkenau errichtet wurde.
Falkenau gehörte bis um 1836 als Exklave zum kursächsischen bzw. königlich-sächsischen Amt Leisnig. Danach wurde der Ort durch Umgliederung in das ihn umgebende Amt Nossen integriert. Ab 1856 gehörte Falkenau zum Gerichtsamt Hainichen und ab 1875 zur Amtshauptmannschaft Döbeln.
Mit der zweiten Kreisreform in der DDR kam die Gemeinde Falkenau im Jahr 1952 zum Kreis Hainichen im Bezirk Chemnitz (1953 in Bezirk Karl-Marx-Stadt umbenannt). Am 1. Januar 1979 wurde Falkenau in den Nachbarort Gersdorf eingemeindet. Seit 1990 gehörte Falkenau als Ortsteil der Gemeinde Gersdorf zum sächsischen Landkreis Hainichen, der 1994 im Landkreis Mittweida und 2008 im Landkreis Mittelsachsen aufging. Seit der Eingemeindung von Gersdorf nach Hainichen am 1. Januar 1994 bilden Gersdorf und Falkenau die Ortschaft Gersdorf der Stadt Hainichen.